# 阿特卡爾斯克區

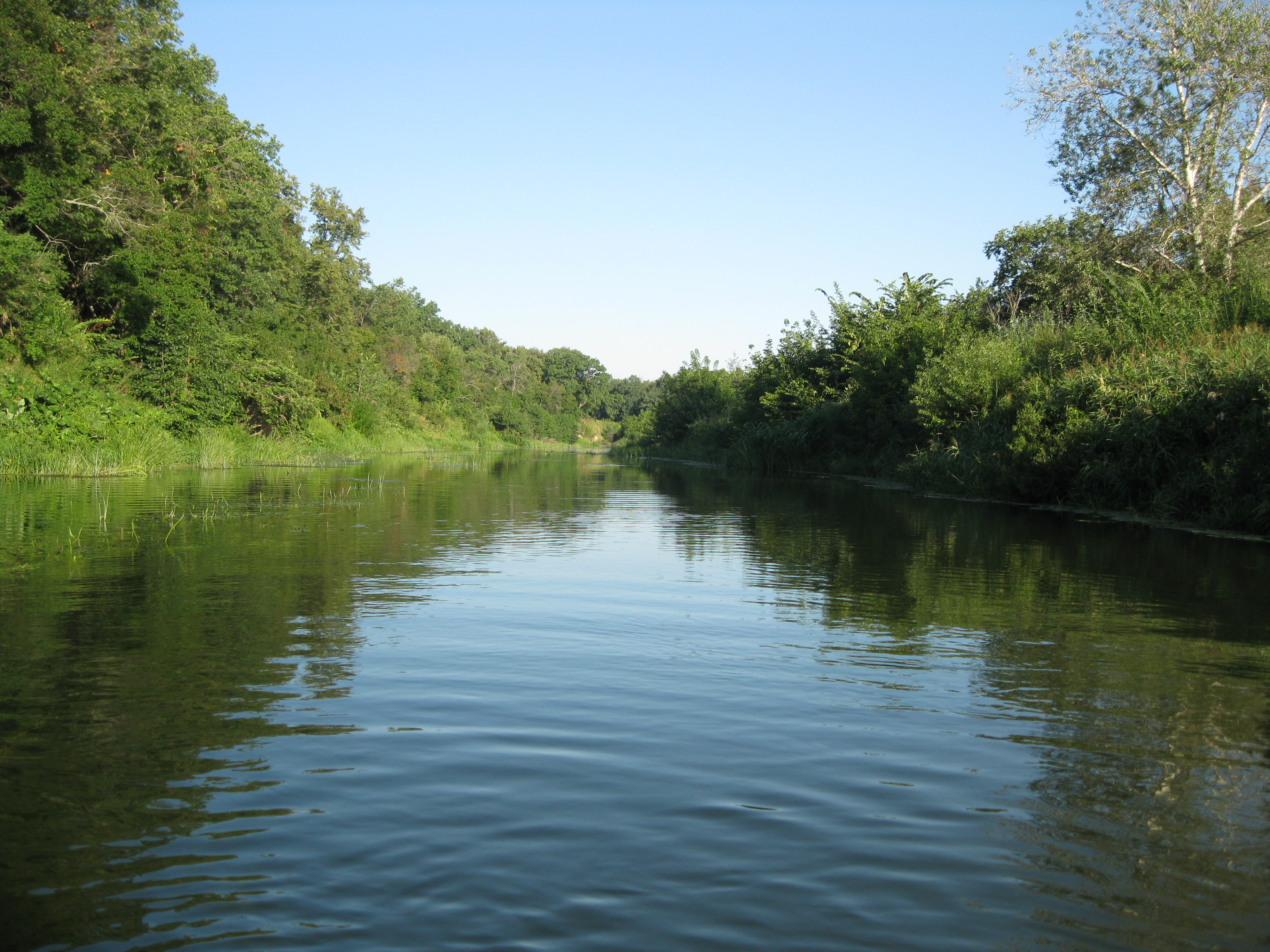

51°52′N 45°00′E / 51.867°N 45.000°E
阿特卡爾斯克區（俄语：Аткарский район），是俄羅斯的一個區，位於該國西南部，由薩拉托夫州負責管轄，面積2,700平方公里，2010年人口16,550，人口密度每平方公里6.13人。